# المدرسة الثانوية ديربورن
المدرسة الثانوية ديربورن (Dearborn High School) هي مدرسة ثانوية أمريكية تقع في مدينة ديربورن بولاية ميشيغان، الولايات المتحدة.

## الروابط الخارجية
1. ↑  WDHS Student Video Production [وصلة مكسورة] نسخة محفوظة 21 مايو 2016 على موقع واي باك مشين.

- Dearborn High School Webpage